# Dakulgi, Homnabad
Dakulgi là một làng thuộc tehsil Homnabad, huyện Bidar, bang Karnataka, Ấn Độ.